# Sergentomyia dureni
Sergentomyia dureni är en tvåvingeart som först beskrevs av Aimé Georges Parrot 1934.  Sergentomyia dureni ingår i släktet Sergentomyia och familjen fjärilsmyggor. Inga underarter finns listade i Catalogue of Life.